# Petronor

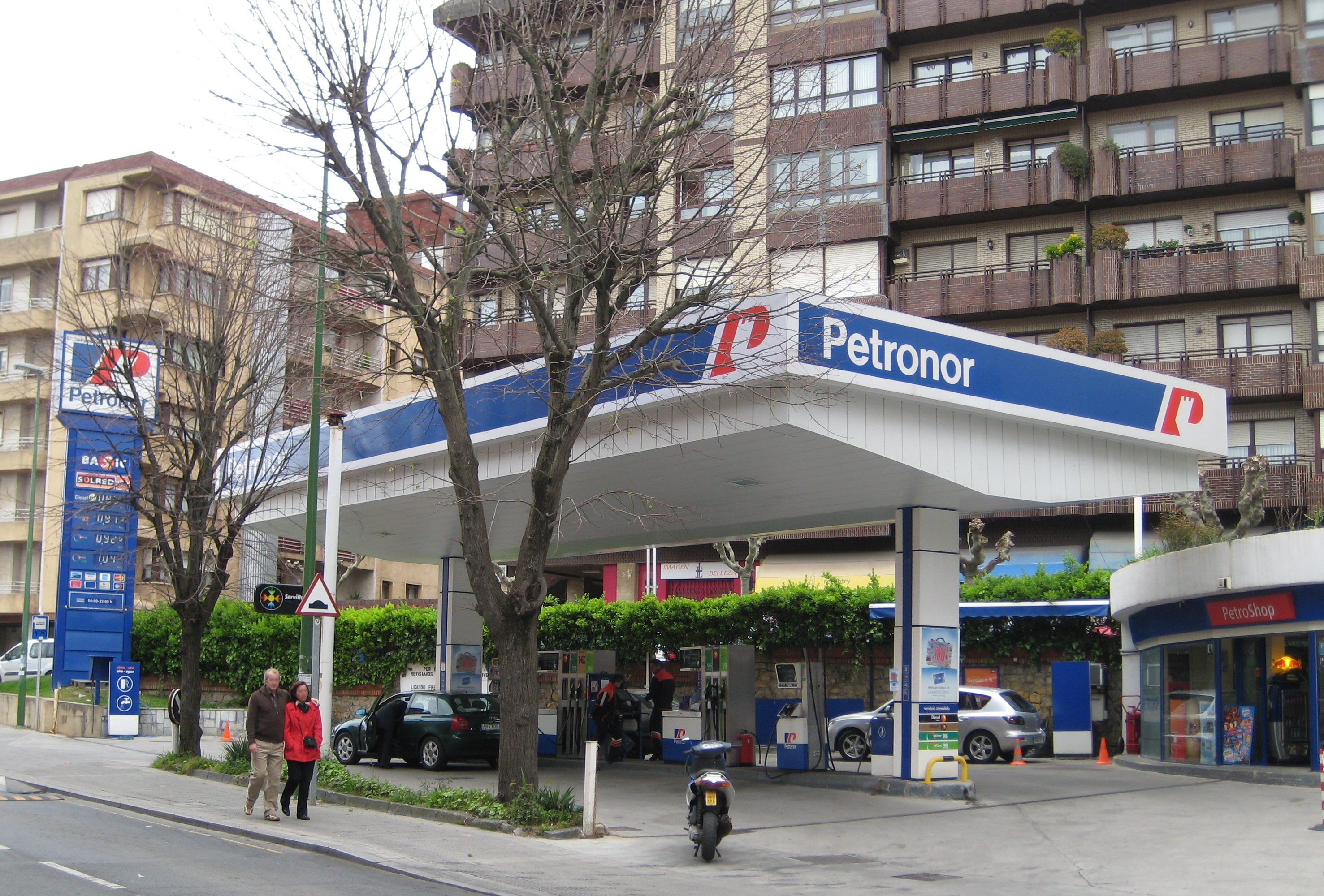
Une station essence

Petronor ou Petróleos del Norte S.A. est une société anonyme espagnole. Elle centre ses activités autour du raffinage et de la vente du pétrole et des produits pétroliers.

## Histoire
La société fut fondée en 1968 à Bilbao, dans la province de Biscaye, à la suite de l'association de plusieurs industriels basques pour exploiter une licence accordée par le gouvernement espagnol pour la construction et l'exploitation d'une raffinerie.